# Cajatambo (provincie)
Cajatambo is een provincie in de regio Lima in Peru. De provincie heeft een oppervlakte van 1.515 km² en heeft 7.828 inwoners (2015). De hoofdplaats van de provincie is het district Cajatambo.
De provincie grenst in het noorden aan de regio Ancash, in het oosten aan de regio Huánuco, in het zuiden aan de provincie Oyón en in het westen aan de provincie Huaura.

## Bestuurlijke indeling
De provincie Cajatambo is onderverdeeld in vijf districten, UBIGEO tussen haakjes:
- (150301) Cajatambo, hoofdplaats van de provincie
- (150302) Copa
- (150303) Gorgor
- (150304) Huancapón
- (150305) Manas

Barranca · Cajatambo · Cañete · Canta · Huaral · Huarochirí · Huaura · Oyón · Yauyos